# 690-ті
Раннє Середньовіччя. Триває чума Юстиніана. У Східній Римській імперії правили Юстиніан II, Леонтій, Тиберій III. Омеядському халіфату належать Аравійський півострів, Сирія, Вірменія, Персія, Єгипет, Північна Африка. Невелика частина Італії належить Візантії, на решті лежить Лангобардське королівство. Франкським королівством формально правлять королі з династії Меровінгів при фактичному правлінні мажордомів. Іберію займає Вестготське королівство. В Англії триває період гептархії. Авари та слов'яни утвердилися на Балканах. Центр Аварського каганату лежить у Паннонії. Існують слов'янські держави князівство Карантанія та Перше Болгарське царство.
У Китаї тривало правління імператриці У Цзетянь із Другої династії Чжоу. Індія роздроблена. В Японії триває період Ямато. У степах між Азовським морем та Аралом існує Хазарський каганат. Відродився Тюркський каганат.
На території лісостепової України в VII столітті виділяють пеньківську й празьку археологічні культури. У VII столітті тривало швидке розселення слов'ян. У Північному Причорномор'ї співіснують різні кочові племена, зокрема булгари, хозари, алани, авари, тюрки.

## Події
- До 698 року араби-мусульмани повністю захопили Північну Африку у візантійців та берберів. Візантійці зберегли за собою тільки місто Сеуту. Бербери чинили опір, але врешті-решт прийняли іслам. Місто Карфаген зруйноване назавжди.
- Омеядський халіфат зміцнив свою владу в арабському світі, придушивши повстання Абдаллах ібн аз-Зубейра в Мецці та повстання хариджитів-азракітів.
- Арабська мова стала офіційною в халіфаті, араби почали карбувати свої монети.
- 695 року Леонтій змістив Юстиніана II з трону Візантійської імперії.
- 698 року Тиберій III з візантійським флотом взяв в облогу Константинополь і змістив Леонтія.
- На північні території Китаю регулярно здійснювали рейди тюрки й кидані.
- У Кореї від держави Сулла відкололася держава Бохай.
- Упродовж всього десятиліття тривав понтифікат Папи Сергія I;
- Відбувся Трулльський собор, що затвердив апостольські правила. Папа Сергій I не визнав тих рішень Собору, що суперечили нормам західної церкви.